# Alberdi, Paraguay
Alberdi là một đô thị ở tỉnh Ñeembucú, Paraguay.
Đô thị này nằm dọc theo sông Paraguay. Thành phố được đặt tên nhà văn Argentina Juan Bautista Alberdi.
Phần lớn đô thị này thuộc vùng hồ Ypoá, một hồ phong phú về sinh thái và cảnh qua. Đô thị này giao thương với thành phố Formosa, của Argentina bên kia hồ.
- Location: 26°10′0″N 58°08′60″T / 26,16667°N 58,15°T Tọa độ: kinh giây >= 60
{{#coordinates:}}: vĩ độ không hợp lệ
- Altitude: 45 mét above sea level